# 전 (음식)
전(煎, 영어: jeon)은 생선이나 고기, 채소 등을 얇게 썰거나 다지고 양념을 한 후, 밀가루와 달걀물을 씌워 기름에 지진 음식이다. 전유(煎油)라고도 부르며, 부침개와 달리 재료의 형태를 최대한 유지한다. 굴전·새우전·버섯전·고추전·호박전 등이 대표적이다. 조선왕조 궁중음식에서는 얇게 저민 고기나 생선 따위에 밀가루를 묻히고 달걀 푼 것을 씌워 기름에 지진 음식을 저냐로 부르는데, 전유어(煎油魚)와 전유화(煎油花)의 와음이다. 제사에 쓰는 저냐는 간납(干納, 肝納)이라 부르며, 소의 간이나 처녑 또는 생선 살 따위로 만든다.
전은 보통 전채, 반찬, 안주로 먹는다. 화전 등은 후식으로 먹기도 한다.

## 종류

### 고기
- 육전
- 육원전
- 간전

### 해물
- 생선전
- 민어전
- 대구전
- 굴전
- 대하전
- 새우전
- 오징어전
- 동그랑땡
- 동태전

### 채소, 버섯
- 김치전
- 부추전
- 파전
- 감자전
- 호박전
- 연근전
- 고추전
- 두부전
- 표고전[2]

### 꽃
- 화전

## 사진

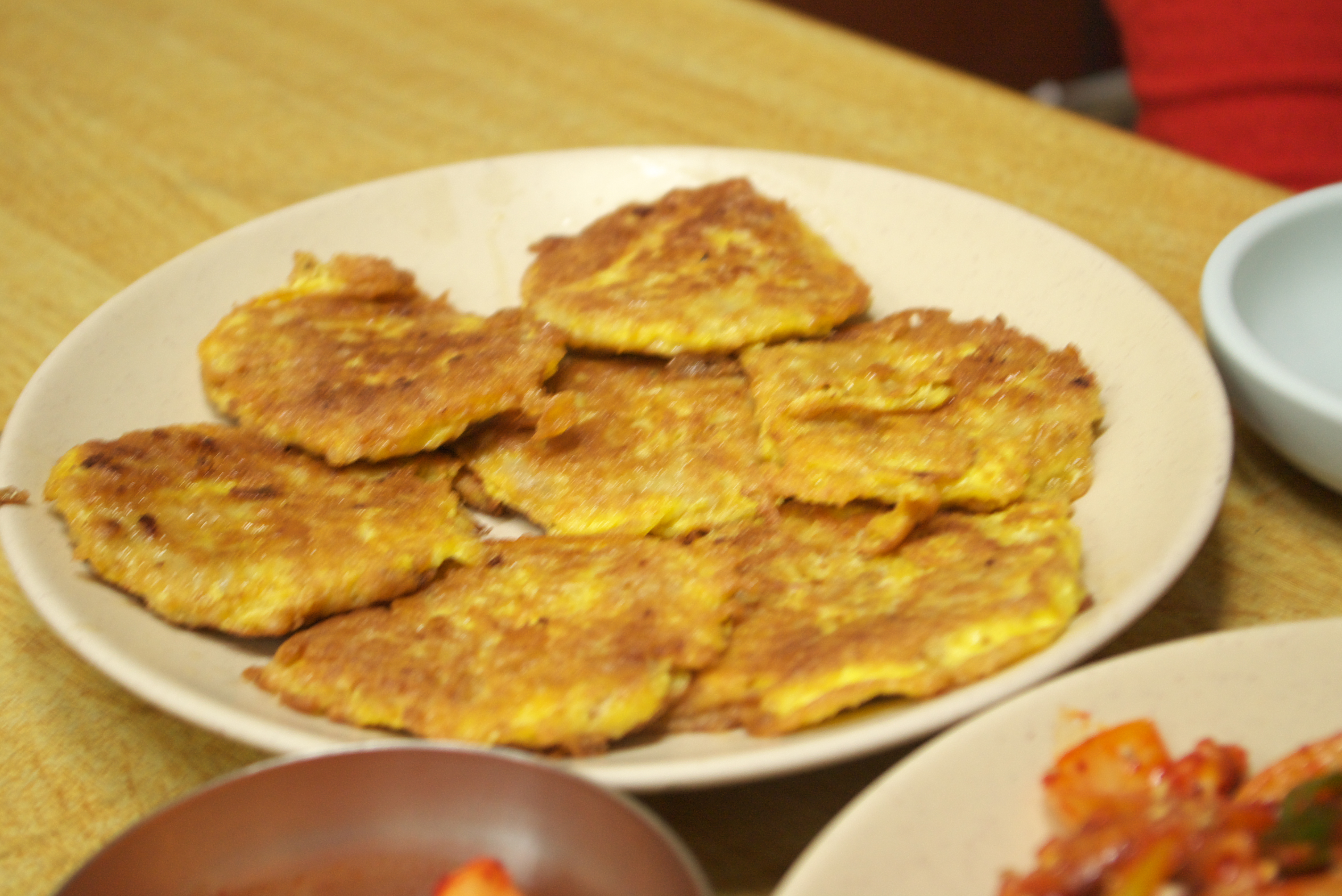
생선전
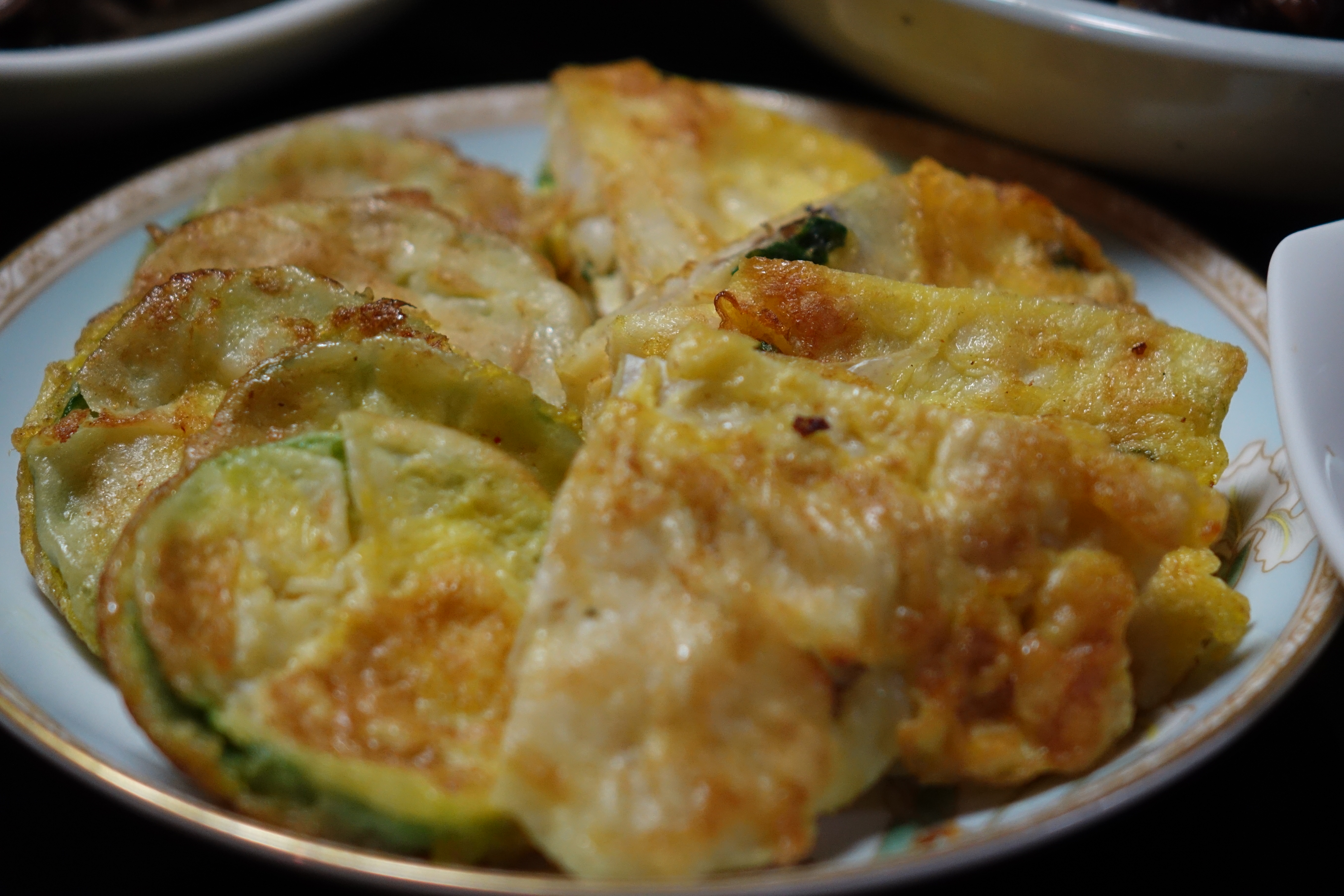
호박전과 다른 전들
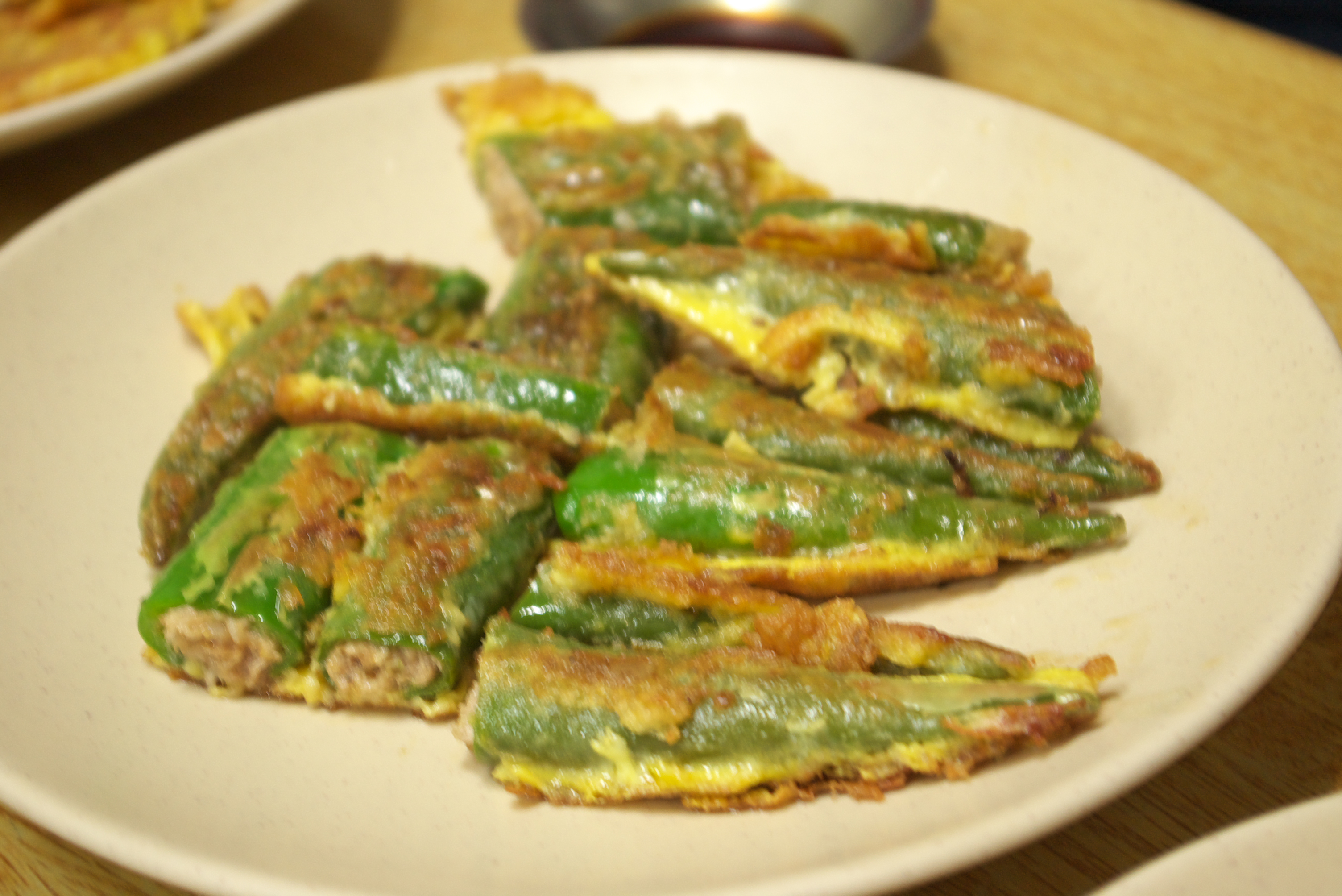
고추전
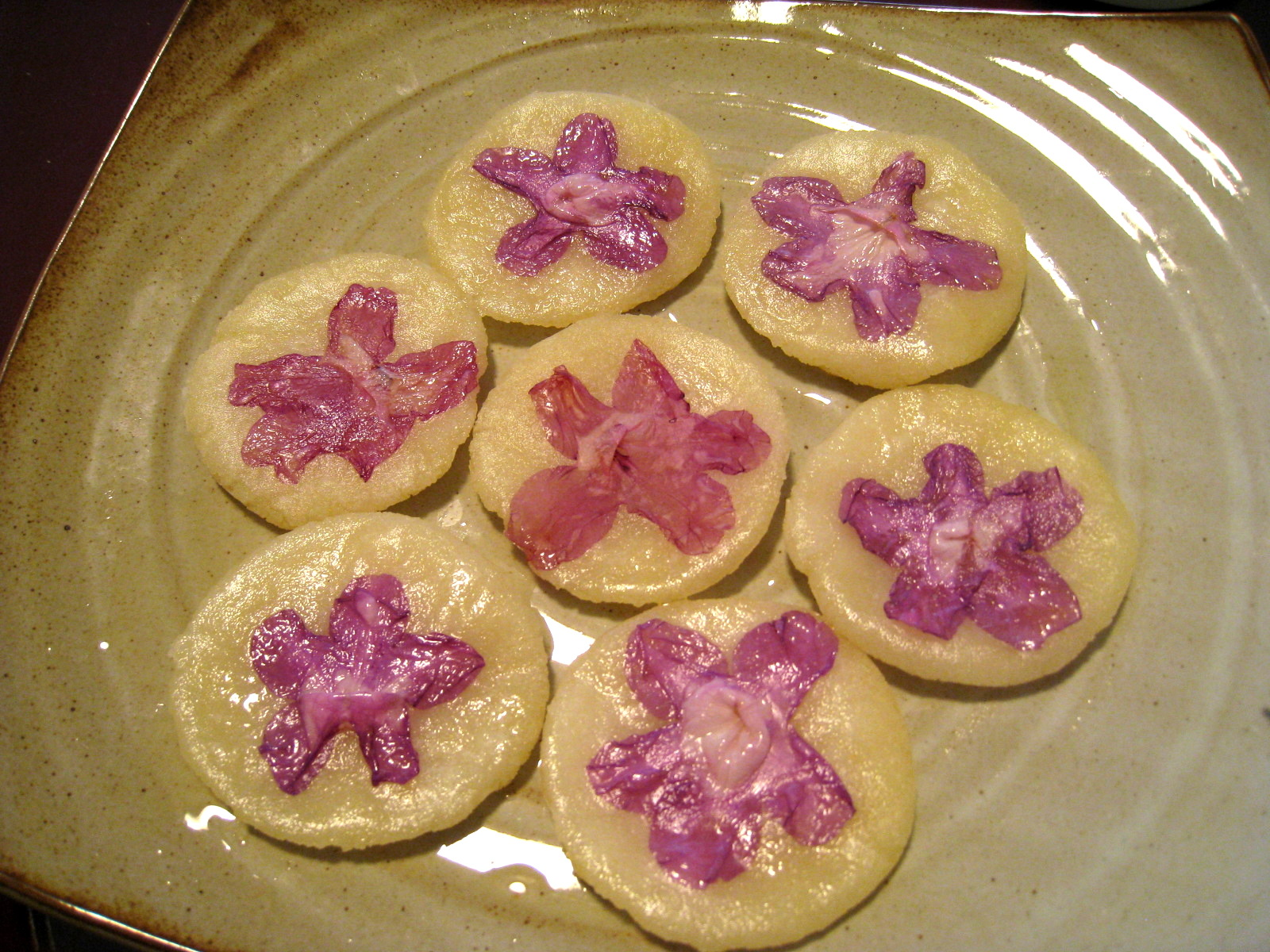
화전

## 같이 보기
- 한국 요리
- 부침개
- 피자